# Campionati italiani di sci alpino 1984
Ai Campionati italiani di sci alpino 1984 furono assegnati i titoli di discesa libera, slalom gigante, slalom speciale e combinata, sia maschili sia femminili.

## Risultati

### Uomini

#### Discesa libera
| Pos. | Atleta           | Nazione |
| ---- | ---------------- | ------- |
| 1    | Mauro Cornaz     | Italia  |
| 2    | Alberto Ghidoni  | Italia  |
| 3    | Mario Scardanzan | Italia  |

#### Slalom gigante
| Pos. | Atleta            | Nazione |
| ---- | ----------------- | ------- |
| 1    | Alex Giorgi       | Italia  |
| 2    | Riccardo Foppa    | Italia  |
| 3    | Richard Pramotton | Italia  |

#### Slalom speciale
| Pos. | Atleta         | Nazione |
| ---- | -------------- | ------- |
| 1    | Oswald Tötsch  | Italia  |
| 2    | Roberto Grigis | Italia  |
| 3    | Alex Giorgi    | Italia  |

#### Combinata
| Pos. | Atleta           | Nazione |
| ---- | ---------------- | ------- |
| 1    | Heinz Holzer     | Italia  |
| 2    | Giovanni Giudici | Italia  |
| 3    | Paolo Garutti    | Italia  |

### Donne

#### Discesa libera
| Pos. | Atleta           | Nazione |
| ---- | ---------------- | ------- |
| 1    | Karla Delago     | Italia  |
| 2    | Michaela Marzola | Italia  |
| 3    | Irene Deflorian  | Italia  |

#### Slalom gigante
| Pos. | Atleta          | Nazione |
| ---- | --------------- | ------- |
| 1    | Daniela Zini    | Italia  |
| 2    | Fulvia Stevenin | Italia  |
| 3    | Paola Toniolli  | Italia  |

#### Slalom speciale
| Pos. | Atleta          | Nazione |
| ---- | --------------- | ------- |
| 1    | Paoletta Magoni | Italia  |
| 2    | Daniela Zini    | Italia  |
| 3    | Lorena Frigo    | Italia  |

#### Combinata
| Pos. | Atleta           | Nazione |
| ---- | ---------------- | ------- |
| 1    | Paola Toniolli   | Italia  |
| 2    | Katia Ghedina    | Italia  |
| 3    | Silvana Erlacher | Italia  |